# Universidad de Flandes
La Universidad de Flandes (en neerlandés: Universiteit van Vlaanderen) es una organización sin ánimo de lucro belga que ofrece conferencias gratuitas de científicos destacados a un público objetivo de habla neerlandesa a través de varios canales de medios.

## Historia
En 2013, los holandeses Marten Blankesteijn y Alexander Klöpping buscaron medios para hacer el conocimiento científico más accesible al público en general. El resultado fue la creación de la Universidad de los Países Bajos. La fundación pone a disposición del público en general conferencias universitarias a través de diversos canales de comunicación, como el sitio web YouTube.
Cuatro años después, el 29 de agosto de 2017, Johnny Quidé y Roel Bellinga tomaron la iniciativa de fundar la Universidad de Flandes, en colaboración con la Jonge Academie y los socios de medios VRT y Roularta Media Group. La colaboración con las universidades de Gante, Hasselt, Amberes, Lovaina y Bruselas es fundamental. El objetivo de la iniciativa es el mismo que la misión de su homólogo holandés. La diferencia es que desde sus inicios en Flandes, ha habido una estrecha colaboración tanto con socios de medios públicos como con un socio de medios privado para realizar la distribución e integración de las creaciones. Por ejemplo, las conferencias se utilizan en diversos programas de radio y televisión de VRT. También aparecen en Knack (una publicación de Roularta) artículos detallados basados en las conferencias de la Universidad de Flandes.
Mientras tanto, la Universidad de Flandes también realiza otros conceptos, como vídeos explicativos con el título «Qué dice la ciencia» (junto con VRT NWS) y pódcasts como «Lableven». 
En 2019, la iniciativa recibió el premio del ministro flamenco de Política Científica. Este premio lo otorga la Real Academia Flamenca de Ciencias y Artes de Bélgica (KVAB) cada tres años a «personas o instituciones que hayan logrado hacer accesible la ciencia al público en general de manera excelente». El fundador Johnny Quidé recibió este premio el 14 de diciembre de 2019 de manos de la competente ministra flamenca de política científica, Hilde Crevits, en una sesión académica organizada por la KVAB.
En 2020, la asociación tomó la iniciativa de ofrecer una escuela de verano digital para niños de 6 a 12 años en respuesta a la pandemia de COVID-19. Esta escuela de verano se podrá seguir en YouTube, así como a través del socio de medios VRT, a través del canal de televisión Een y en la aplicación Ketnet. Colaboraron con influencers e ídolos juveniles para difundir la iniciativa a través de canales de redes sociales como TikTok e Instagram. La escuela de verano digital fue financiada íntegramente por el Ministerio de Educación flamenco bajo la autoridad del vice primer ministro flamenco desde julio de 2019, Ben Weyts, que también es ministro de Educación, Bienestar Animal y Deportes.

## Algunas conferencias 2018-2019
- Cathy Macharis sobre las compras online y el medio ambiente (2019).
- Hans Geybels sobre Jesús (2018).
- Jan Tytgat sobre el alcohol y el éxtasis (2018).